# Бєлявський Олександр Генріхович
Олександр Генріхович Бєлявський (нар. 17 грудня 1953, Львів) — радянський, український і словенський шахіст. Міжнародний гросмейстер (1975).

## Біографічні відомості
У 20 років став чемпіоном світу серед юніорів, у 21 рік — міжнародним гросмейстером. Чемпіон СРСР 1974, 1980, 1987 і 1990 років. У 1983 році поступився у претендентському матчі за шахову корону майбутньому чемпіонові світу Гаррі Каспарову. У складі збірної СРСР чотири рази вигравав золоті медалі Всесвітніх шахових олімпіад, а також командні чемпіонати світу й Європи, у складі збірної України у 1992 році став срібним призером чемпіонату Європи 1992 року. З 1994 року почав виступати за Словенію, проте, як і раніше, живе у Винниках біля Львова.

## Шахова кар'єра
У 14 років став майстром спорту СРСР, виконавши норму 1968 року на турнірі у Вільнюсі. Через рік Бєлявський — наймолодший учасник на юнацькому турнірі в Гронінгені, де набрав 6 очок з 9 і посів 3-тє місце. Попереду нього були угорець Андраш Адор'ян і югослав Любомир Любоєвич.
1973 року Бєлявський домігся права брати участь у юніорській першості світу в англійському місті Тіссайд і став чемпіоном, набравши 8½ очка з 11 можливих. На міжнародному турнірі у 1974 році в Лас-Пальмасі, поділивши 3-4-те місця, отримав перший гросмейстерський бал. Потім був успіх у чемпіонаті СРСР — 1-2-ге місця з Михайлом Талем.Цікаво, що на попередньому чемпіонаті СРСР Бєлявський посів останнє місце, а через рік вже став чемпіоном.
Бєлявський поступово висунувся в число найсильніших шахістів світу. Його результат на міжнародному турнірі в Аліканте (1978) є одним з найвидатніших в історії: 13 очок у 13 партіях. Бєлявського запрошували на представницькі турніри. Серед них був, наприклад, турнір в Бадені (1980), в якому брали участь гросмейстери, які мали коефіцієнт близько 2600. Бєлявський поділив 1-2-ге місця зі Борисом Спаським.
На початку 1981 року він знову став чемпіоном СРСР, цього разу разом з Псахісом, а в жовтні Олександр виграв традиційний міжнародний турнір в голландському місті Тілбурзі, випередивши знаних майстрів Петросяна, Портіша, Тіммана, Любоєвича, Андерссона, Каспарова, Спаського.
1982 року успішно виступив на міжзональний турнірі в Москві, посівши 2-ге місце, слідом за Гаррі Каспаровим, і отримав право брати участь в претендентському матчі. Жереб звів його в першому ж матчі з Гаррі Каспаровим, який вважав Олександра найнебезпечнішим суперником. Бєлявський програв матч з рахунком 3:6 (+1, −4, = 4).
Він був одним з лідерів збірної СРСР на всіх командних змаганнях від 1982 року, в тому числі — 1-ше місце на 1-й шахівниці в 1984 році, показав найкращий результат у матчі з обраними шахістами світу.
Втретє стає чемпіоном СРСР у 1987 році.
Перемоги на престижних міжнародних турнірах — Вейк-ан-Зеє (1984 і 1985), Лондон (1985), Сочі (1986), Тілбург (1988), Мюнхен (1990), Амстердам (1990), Белград (1993), Чачін (1996), Поляниця-Здруй (1996). 
Переможець першого меморіалу Леоніда Штейна, що проходив у Львові у січні 1977 року.
Тренував Марію Музичук під час Чемпіонату світу з шахів серед жінок 2015, у якому вона здобула перемогу.
В журналі "Перець" №3 за 1975р розміщено дружній шарж А.Арутюнянца з нагоди перемоги О. Білявського на чемпіонаті СРСР з шахів

## Результати виступів у складі збірних СРСР, України та Словенії
Олександр Бєлявський за період 1982—2017 років зіграв за національні команди у 31-му турнірі, зокрема: шахова олімпіада — 16 разів, командний чемпіонат світу — 2 рази, командний чемпіонат Європи — 13 разів.. При цьому він ставши переможцем усіх трьох командних турнірів, здобувши загалом 8 золотих нагород (усі у складі збірної СРСР). 

Також Олександр Бєлявський виступаючи за збірну СРСР завоював 6 індивідуальних нагород (дві золоті, дві срібні та дві бронзові). У складі збірних України та Словенії (загалом 23 турніри) Бєлявський не здобув жодної індивідуальної нагороди.

 Загалом у складі національних збірних СРСР, України та Словенії Олександр Бєлявський зіграв 280 партій, у яких набрав 169 очок (+102=134-44), що становить 60,3 % можливих очок.

### Збірна СРСР
У складі збірної СРСР О.Бєлявський став переможцем усіх 8 турнірів у яких брав участь, зокрема: шахова олімпіада — 4 рази, чемпіонат світу та Європи по 2 рази.

За період 1982—1990 рр. Олександр Бєлявський за збірну СРСР зіграв 67 партій, у яких набрав 46½ очок (+33=27-7), що становить 69,4 % можливих очок.
| Рік  | Турнір           | Місто     | Збірна | Шахівниця | Рейтинг | + | = | − | Результат | % очок | Турнірний рейтинг | Командне місце | Особисте місце |
| ---- | ---------------- | --------- | ------ | --------- | ------- | - | - | - | --------- | ------ | ----------------- | -------------- | -------------- |
| 1982 | шахова олімпіада | Люцерн    | СРСР   | 4         | 2620    | 5 | 4 | 1 | 7 з 10    | 70,0   | 2606              | Gold           | Bronze         |
| 1983 | чемпіонат Європи | Пловдив   | СРСР   | 5         | 2570    | 2 | 3 | 1 | 3½ з 6    | 58,3   | 2549              | Gold           | Silver         |
| 1984 | шахова олімпіада | Салоніки  | СРСР   | 1         | 2600    | 7 | 2 | 1 | 8 з 10    | 80,0   | 2798              | Gold           | +              |
| 1985 | чемпіонат світу  | Люцерн    | СРСР   | 5         | 2640    | 4 | 2 | 2 | 5 з 8     | 62,5   | 2531              | Gold           | Gold           |
| 1988 | шахова олімпіада | Салоніки  | СРСР   | 4         | 2665    | 5 | 4 | 1 | 7 з 10    | 72,2   | 2634              | Gold           | 10             |
| 1989 | чемпіонат світу  | Люцерн    | СРСР   | 2         | 2620    | 4 | 2 | 0 | 5 з 6     | 83,3   | 2833              | Gold           | Gold           |
|      | чемпіонат Європи | Хайфа     | СРСР   | 2         | 2620    | 2 | 4 | 1 | 4 з 7     | 57,1   | 2560              | Gold           | 11             |
| 1990 | шахова олімпіада | Новий Сад | СРСР   | 3         | 2605    | 4 | 6 | 0 | 7 з 10    | 70,0   | 2635              | Gold           | 7              |

### Збірна України
У складі збірної України Бєлявський виграв срібні нагороди чемпіонат Європи 1992 року.

Олександр Бєлявський за збірну України виступав двічі у 1992 році, зігравши 19 партій, у яких набрав 10 очок (+3=14-2), що становить 52,6 % можливих очок.
| Рік  | Турнір           | Місто    | Збірна  | Шахівниця | Рейтинг | + | = | − | Результат | % очок | Турнірний рейтинг | Командне місце | Особисте місце |
| ---- | ---------------- | -------- | ------- | --------- | ------- | - | - | - | --------- | ------ | ----------------- | -------------- | -------------- |
| 1992 | шахова олімпіада | Маніла   | Україна | 2         | 2620    | 3 | 7 | 2 | 6½ з 12   | 54,2   | 2577              | 9              | 41             |
| 1992 | чемпіонат Європи | Дебрецен | Україна | 2         | 2595    | 0 | 7 | 0 | 3½ з 7    | 50,0   | 2588              | Silver         | 24             |

### Збірна Словенії
За період 1996—2017 років Олександр Бєлявський у складі збірної Словенії виступив у 21 турнірі. 

Загалом за збірну Словенії Олександр зіграв 194 партії, у яких набрав 112½ очок (+66=93-35), що становить 58,0 % можливих очок.
| Рік  | Турнір           | Місто           | Збірна   | Шахівниця | Рейтинг | + | = | − | Результат | % очок | Турнірний рейтинг | Командне місце | Особисте місце |
| ---- | ---------------- | --------------- | -------- | --------- | ------- | - | - | - | --------- | ------ | ----------------- | -------------- | -------------- |
| 1996 | шахова олімпіада | Єреван          | Словенія | 1         | 2620    | 7 | 7 | 0 | 10½ з 14  | 75,0   | 2704              | 23             | 4              |
| 1997 | чемпіонат Європи | Пула            | Словенія | 1         | 2665    | 3 | 3 | 2 | 4½ з 8    | 56,3   | 2608              | 27             | 11             |
| 1998 | шахова олімпіада | Еліста          | Словенія | 1         | 2645    | 7 | 3 | 2 | 8½ з 12   | 70,8   | 2688              | 23             | 8              |
| 1999 | чемпіонат Європи | Батумі          | Словенія | 1         | 2618    | 4 | 4 | 1 | 6 з 9     | 66,7   | 2737              | 8              | 7              |
| 2000 | шахова олімпіада | Стамбул         | Словенія | 1         | 2629    | 2 | 3 | 0 | 3½ з 5    | 70,0   | 2723              | 12             |                |
| 2001 | чемпіонат Європи | Леон            | Словенія | 1         | 2668    | 2 | 4 | 1 | 4 з 7     | 57,5   | 2651              | 5              | 8              |
| 2002 | шахова олімпіада | Блед            | Словенія | 1         | 2650    | 5 | 3 | 4 | 6½ з 12   | 54,2   | 2596              | 40             | 53             |
| 2003 | чемпіонат Європи | Пловдив         | Словенія | 1         | 2667    | 2 | 6 | 1 | 5 з 9     | 55,6   | 2653              | 4              | 18             |
| 2004 | шахова олімпіада | Кальвія         | Словенія | 1         | 2660    | 5 | 5 | 2 | 7½ з 12   | 62,5   | 2656              | 17             | 16             |
| 2005 | чемпіонат Європи | Гетеборг        | Словенія | 1         | 2599    | 0 | 6 | 2 | 3 з 8     | 37,5   | 2529              | 20             | 34             |
| 2006 | шахова олімпіада | Турин           | Словенія | 1         | 2622    | 5 | 3 | 2 | 6½ з 10   | 65,0   | 2698              | 23             | 19             |
| 2007 | чемпіонат Європи | Іракліон        | Словенія | 1         | 2646    | 2 | 4 | 2 | 4 з 8     | 50,0   | 2684              | 8              | 16             |
| 2008 | шахова олімпіада | Дрезден         | Словенія | 1         | 2619    | 3 | 7 | 0 | 6½ з 10   | 65,0   | 2744              | 17             | 12             |
| 2009 | чемпіонат Європи | Новий Сад       | Словенія | 1         | 2656    | 2 | 6 | 1 | 5 з 9     | 55,6   | 2614              | 16             | 16             |
| 2010 | шахова олімпіада | Ханти-Мансійськ | Словенія | 1         | 2632    | 1 | 4 | 4 | 3 з 9     | 30,0   | 2454              | 36             | 71             |
| 2011 | чемпіонат Європи | Порто Каррас    | Словенія | 1         | 2617    | 1 | 8 | 0 | 5 з 9     | 55,6   | 2723              | 17             | 7              |
| 2012 | шахова олімпіада | Стамбул         | Словенія | 2         | 2609    | 3 | 6 | 1 | 6 з 10    | 60,0   | 2667              | 25             | 12             |
| 2014 | шахова олімпіада | Тромсе          | Словенія | 2         | 2618    | 5 | 3 | 2 | 6½ з 10   | 65,0   | 2589              | 38             | 28             |
| 2015 | чемпіонат Європи | Рейк'явік       | Словенія | 1         | 2622    | 3 | 4 | 1 | 5 з 8     | 62,5   | 2695              | 20             | 10             |
| 2016 | шахова олімпіада | Баку            | Словенія | 1         | 2602    | 3 | 4 | 3 | 5 з 10    | 50,0   | 2615              | 20             | н/д            |
| 2017 | чемпіонат Європи | Крит            | Словенія | 2         | 2547    | 1 | 0 | 4 | 1 з 5     | 20,0   | 2335              | 21             |                |

## Зміни рейтингу
| На цьому місці має відображатися графік чи діаграма, однак з технічних причин його відображення наразі вимкнено. Будь ласка, не видаляйте код, який викликає це повідомлення. Розробники вже працюють для того, щоби відновити штатне функціонування цього графіка або діаграми. | |
| | На цьому місці має відображатися графік чи діаграма, однак з технічних причин його відображення наразі вимкнено. Будь ласка, не видаляйте код, який викликає це повідомлення. Розробники вже працюють для того, щоби відновити штатне функціонування цього графіка або діаграми. |